# Эверсман, Михаил Михайлович
Михаил Михайлович Эверсман (16 (28) марта 1868, Оренбург — 19 октября 1929, Берлин) — русский государственный деятель, камергер, действительный статский советник, губернатор Тургайской и Приморской областей.

## Биография
Сын Михаила Эдуардовича Эверсмана (1840—1910), инспектора Главного тюремного управления, и Евгении  Александровны Габбе (1847—1930), внук натуралиста Э. А. Эверсмана.
Окончил юридический факультет Санкт-Петербургского университета (1892). В службу вступил 16 июля 1892 в Департамент уделов.
С 6 августа 1893 делопроизводитель Вологодского уездного суда.
С 1 октября 1894 земский исправник 2-го участка Орского уезда Оренбургской губернии. Участвовал в проведении Всероссийской переписи населения 1897 года.
С 1899 непременный член Оренбургского губернского правления, член Оренбургского отделения Крестьянского банка, Оренбургского губернского по воинской повинности присутствия и Оренбургского губернского лесоохранительного комитета.
12 марта — 24 апреля 1904 — вице-губернатор Астраханской губернии (назначен по протекции оренбургского губернатора Я. Ф. Барабаша).
24 апреля 1904 — 2 ноября 1910 — вице-губернатор Оренбургской губернии.
В 1909 избран почетным мировым судьей Оренбургского уезда.
2 ноября 1910 — 6 декабря 1912 — и. о. военного губернатора Тургайской области
6 декабря 1912 — 24 апреля 1917 — военный губернатор Тургайской области, действительный статский советник (6.12.1912), камергер (1913).
В мае 1914 избран почетным мировым судьей Тургайской области. За проведение мобилизации в Первую мировую войну удостоился высочайшей благодарности (22 марта 1915).
В декабре 1916 — январе 1917 подавлял Среднеазиатское восстание в Актюбинском и Кустанайском уездах. Уволен с должности губернатора распоряжением Временного правительства по болезни.
В 1919 военный губернатор Приморской области при Белом Российском правительстве. В конце 1919 уехал в Японию.

## Награды
- орден Святой Анны 3-й ст. (1896)
- орден Святого Станислава 2-й ст. (1901)
- орден Святой Анны 2-й ст. (1902)
- орден Святого Владимира 4-й ст. (1910)
- орден Святого Владимира 3-й ст. (1914)
- медаль «В память царствования императора Александра III»
- медаль «За труды по первой всеобщей переписи населения»
- медаль «В память 300-летия царствования дома Романовых»

## Семья
Жена: Ольга Ивановна Абрамова (1872—1921)
Дети:
- Николай Михайлович (1894 — ?)
- Нина Михайловна (1897 — ?)
- Евгения Михайловна (1901 — ?)